# Pak Doo-ik
Pak Doo-ik (박두익?, 朴斗翼?; Pyongyang, 17 dicembre 1943) è un ex calciatore e allenatore di calcio nordcoreano, di ruolo centrocampista.

## Carriera
Nel 1966 ha segnato la rete dell'1-0 che eliminò l'Italia dai Mondiali di calcio 1966 in Inghilterra, presso lo stadio Ayresome Park di Middlesbrough. La vittoria sull'Italia promosse la squadra della Corea del Nord ai quarti di finale: fu la prima volta che una squadra asiatica ebbe accesso ai quarti di finale di una coppa del mondo di calcio.
Dopo la vittoria, Pak, che era caporale dell'esercito nordcoreano, fu promosso sergente. Dopo il campionato lasciò l'esercito e il calcio, diventando istruttore di ginnastica. In seguito è stato commissario tecnico della Corea del Nord alle Olimpiadi di Montreal 1976.
Nel 2002 fu realizzato il film documentario The Game of Their Lives, diretto da Daniel Gordon e prodotto da Nicholas Bonner, sulla storia dei sette membri superstiti della squadra nazionale di calcio della Corea del Nord che partecipò alla Coppa del Mondo FIFA del 1966.
Nel 2008, in occasione delle Olimpiadi di Pechino, Pak Doo-ik è stato tedoforo durante il transito della fiaccola olimpica nella Corea del Nord.

## La leggenda del "dentista"
Nella stampa italiana si diffuse la voce che Pak Doo-ik fosse un dentista. In realtà, questa è una leggenda metropolitana: negli anni seguenti Pak lavorò come professore di educazione fisica.